# Osiek Łużycki
Osiek Łużycki (allemand : Wendisch Ossig, et durant la période 1937-45: Warnsdorf) est un village dans la commune de Gmina Zgorzelec, dans le Powiat de Zgorzelec, Voïvodie de Basse-Silésie, dans les sud-ouest de la Pologne, près de la frontière avec  l'Allemagne. 

## Géographie
Il est situé  à environ 8 km au sud de Zgorzelec et à 143 km à ouest de la capitale régionale Wrocław.

## Histoire
De 1816 à 1945, Kieslingswalde fait partie de l'arrondissement de Görlitz dans le district de Liegnitz au sein de la province de Silésie.

## Personnalités liées à la ville
C'est le village de naissance du compositeur, écrivain, maître de chapelle et Thomaskantor Johann Adam Hiller (1728 - 1804).